# Trionymus ceres
Trionymus ceres är en insektsart som beskrevs av Williams 1970. Trionymus ceres ingår i släktet Trionymus och familjen ullsköldlöss. Inga underarter finns listade i Catalogue of Life.